# エルマノス・ロドリゲス・サーキット
エルマノス・ロドリゲス・サーキット（西: Autódromo Hermanos Rodríguez, アウトドローモ・エルマノス・ロドリゲス）は、メキシコの首都メキシコシティにあるサーキット。標高約2300mの高地にある。

## 概要
サーキット名称はメキシコの誇ったレーサー、ペドロ・ロドリゲスとリカルド・ロドリゲスのロドリゲス兄弟から名付けられている。弟のリカルドは当地で非選手権として開催された1962年のメキシコGP予選中に事故死し、「リカルド・ロドリゲス・サーキット」と命名された。のちに兄ペドロもレース中に他界し、コース名も「エルマノス・ロドリゲス（ロドリゲス兄弟）サーキット」に改められた。
1959年に完成し、1963年から1970年、1986年から1992年までF1メキシコGPが開催されていた。その後F1のカレンダーから外れていたが、ヘルマン・ティルケの監修により再改修が行われ、2015年からメキシコGPが復活開催された。他にはCARTやNASCAR、A1グランプリの開催地になっている。2016年にはフォーミュラEとFIA 世界耐久選手権も開催された。
1965年にはホンダがリッチー・ギンサーのドライブによって、この地でF1初優勝を遂げている。またこれはグッドイヤータイヤのF1における初勝利でもあった。

## 特徴
立地はメキシコシティの中心地から車で20分程度の距離にあり、メキシコシティ国際空港近くの市立公園内にある。この一帯にはスポーツ施設が集まっており、サーキットの最終コーナー内側にはフォロ・ソルという野球場があった。2015年の改修では野球場のスタンドを観客席として再利用し、グラウンドがあったところにインフィールドセクションを設けた。最終コーナーの向こう側にはフェリックス・キャンデラが設計し、1968年メキシコシティオリンピックの室内競技場となったパラシオ・デ・ロス・デポルテス（スポーツパレス）の屋根が見える。
コースは路面舗装が荒く、非常にバンピーであることで知られていたが、2015年のF1開催復活を控えて再舗装された。また2,300メートルという標高の影響で空気が薄くダウンフォース量ともに減少するため、特殊なセッティングが求められる。1990年代以前は、低い空気密度の影響でエンジンの性能が低下することから、1km以上のホームストレート上での最高速度が300km/h程度と、全開率が高いわりに最高速度が低いという特異なコースだった。2010年代以降は燃焼技術の進化に伴い、最高速度が360～370km/hに達する、モンツァ・サーキットと並ぶ高速コースとなっている。
ホームストレートからS字状の1〜3コーナーを抜けるとまた直線があり、4コーナーから先はくねくねと左右に低速コーナーが連続するインフィールドセクションとなる。路面が凸凹でマシンの挙動が乱れやすく、サスペンションセッティングが重要となる。
インフィールド後半は徐々に通過スピードが増し、直線をへてペラルターダ (Pelartada) と呼ばれる最終コーナーに進入する。イン側にバンク角のついた高速180度コーナーで、ここでは1988年にフィリップ・アリオー、1991年にアイルトン・セナがマシンを横転させるほどの大クラッシュを演じるなど重大事故が多かった事もあり、入口が90度コーナー2つのシケインに改修され、このレイアウトがメインで使われる事が多い。A1GPや2007年のチャンプカーにおいてはペラルターダの直前にタイトなシケインを設置し、進入速度を低下させている。2015年の再改修ではペラルターダが廃止され、最終コーナーは「ナイジェル・マンセル・ターン」と命名された。
NASCARでは、ホームストレートの途中にシケインが設けられている上、通常とは逆の左回りで周回する。ショートカットルートや選択式シケインが多数あることから、様々なレイアウトが利用できる形となっている。
フォーミュラEではオーバルトラックに3つのシケインを設置し、スタジアムセクション内側を巡ってからトラックに戻る形となっている。

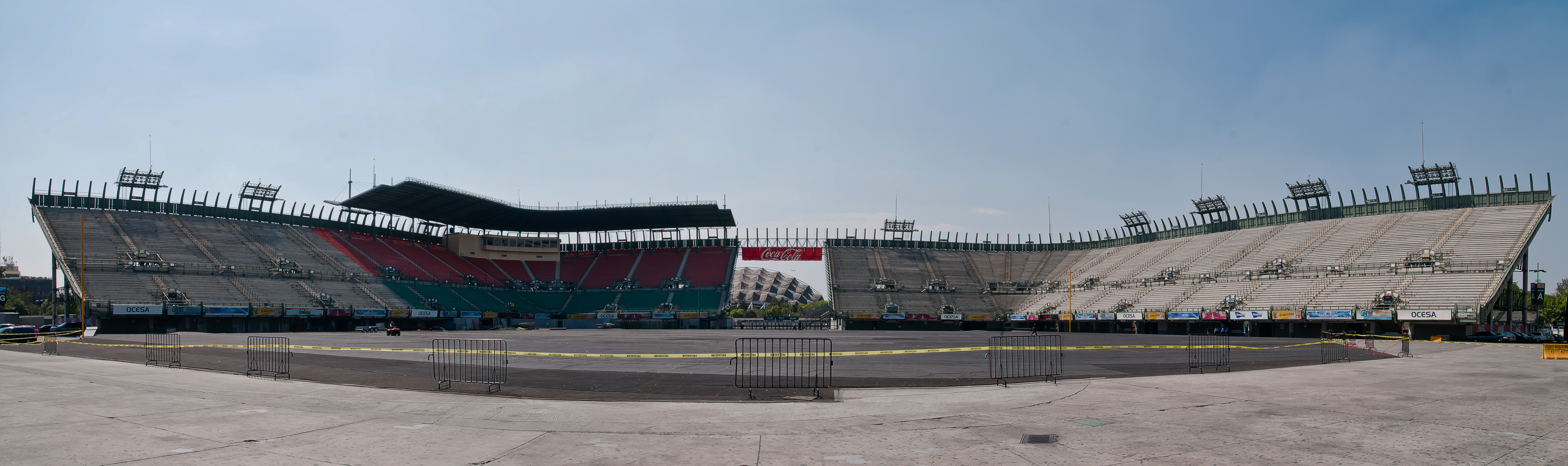
野球場フォロ・ソルを再利用したスタジアムセクション

## コースマップ

1962–1970年、5.000km
1986-2001年、4.421km
2016年- 、フォーミュラE